# گالاتودووا
گالاتودووا (به لاتین: Galatuduwa) یک منطقهٔ مسکونی در سری‌لانکا است که در استان جنوبی (سری‌لانکا) واقع شده‌است.